# Рожева панчоха (оповідання)
«Рожева панчоха» (рос. Розовый чулок) — оповідання А. П. Чехова, вперше опубліковане у 1886 році.

## Історія
Оповідання А. П. Чехова «Рожева панчоха» було написане у 1886 р. Вперше опубліковане в журналі «Осколки» (укр. Уламки), 1886, № 33 від 16 серпня за підписом «А. Чехонте».
Видавець М. А. Лейкін закінчив оповідання власними словами: «Та ні, і не піду. Про мудре можна поговорити і з чоловіками, остаточно вирішує він». Про це він написав Чехову: «Ваше оповідання „Рожева панчоха“ отримав. Воно мені дуже сподобалося… Закінчив його кількома рядками, що підсилюють враження. Сподіваюся, що за це Ви мені не нарікатимете. Піде оповідання за номером 33» . Чехов відповів: «Ви подовжили кінець „Рожевої панчохи“. Я не проти отримати побічні 8 копійок за додатковий рядок, але, на мою думку, „чоловік“ в кінці не підходить… Мова йде тільки про жінок…».

## Сюжет
Події оповідання відбуваються вдома в Івана Петровича Сомова. В один з похмурих днів він ходив своїм кабінетом і бурчав на погоду. Поруч сиділа його дружина Лідочка в рожевих панчішках. Вона писала листа. Іван Петрович поглядав на те, як вона пише і попросив почитати листа. Під час читання він сторопів. Дружина писала недбало і поганим почерком. Він зробив їй зауваження: «Суцільна нісенітниця! Слова і фрази, а змісту геть немає. Весь твій лист схожий точнісінько на розмову двох хлопчаків: „А у нас млинці ниньки!“ — „А до нас солдат прийшов!“ Мочалку жуєш! Тягнеш, повторюєшся… Думки стрибають, як чорти на решеті: не розбереш, де що починається, де закінчується… Ну, хіба можна так?»
Дружина, усвідомлюючи своє невігластво, спустила очі… Сомов продовжив їй докоряти, на що та відповіла, що у всьому винна матір, яка не віддала її вчитися в гімназію. На ці слова Сомов відповів, що ненавидить освічених синіх панчіх і «ніколи б не одружився з ученою…».
Після ситної їжі, яку приготувала дружина, Сомов повеселішав, став добрішим та м'якшим. Він вирішив, що даремно образив бідолашну дружину. На його думку, дружина має «любити чоловіка, дітей народити та салат різати, так на дідька їй ті знання?» А з розумними жінками важко жити — вони «вимогливі, суворі і непоступливі». Сомов подумав: «…якщо захочу поговорити про розумності, то піду до Наталії Андріївни… або до Мар'ї Францівни».